# Одбојкашка репрезентација Мађарске
Одбојкашка репрезентација Мађарске представља национални тим Мађарске у одбојци.

### Олимпијске игре
| Година | Место          | Пласман               |
| ------ | -------------- | --------------------- |
| 1964   | Токио          | 6. место              |
| 1968   | Мексико (град) | Није се квалификовала |
| 1972   | Минхен         | Није се квалификовала |
| 1976   | Монтреал       | Није се квалификовала |
| 1980   | Москва         | Није се квалификовала |
| 1984   | Лос Анђелес    | Није се квалификовала |
| 1988   | Сеул           | Није се квалификовала |
| 1992   | Барселона      | Није се квалификовала |
| 1996   | Атланта        | Није се квалификовала |
| 2000   | Сиднеј         | Није се квалификовала |
| 2004   | Атина          | Није се квалификовала |
| 2008   | Пекинг         | Није се квалификовала |
| 2012   | Лондон         | Није се квалификовала |

### Светско првенство
| Година | Место           | Пласман               |
| ------ | --------------- | --------------------- |
| 1949   | Чехословачка    | 7. место              |
| 1952   | Совјетски Савез | 5. место              |
| 1956   | Француска       | 8. место              |
| 1960   | Бразил          | 6. место              |
| 1962   | Совјетски Савез | 7. место              |
| 1966   | Чехословачка    | 10. место             |
| 1970   | Бугарска        | 11. место             |
| 1974   | Мексико         | Није се квалификовала |
| 1978   | Италија         | 14. место             |
| 1982   | Аргентина       | Није се квалификовала |
| 1986   | Француска       | Није се квалификовала |
| 1990   | Бразил          | Није се квалификовала |
| 1994   | Грчка           | Није се квалификовала |
| 1998   | Јапан           | Није се квалификовала |
| 2002   | Аргентина       | Није се квалификовала |
| 2006   | Јапан           | Није се квалификовала |
| 2010   | Италија         | Није се квалификовала |

### Европско првенство
| Година | Место                       | Пласман               |
| ------ | --------------------------- | --------------------- |
| 1948   | Италија                     | Није се квалификовала |
| 1950   | Бугарска                    | 3. место              |
| 1951   | Француска                   | Није се квалификовала |
| 1955   | Румунија                    | 7. место              |
| 1958   | Чехословачка                | 7. место              |
| 1963   | Румунија                    | 2. место              |
| 1967   | Турска                      | 6. место              |
| 1971   | Италија                     | 5. место              |
| 1975   | Југославија                 | 11. место             |
| 1977   | Финска                      | 4. место              |
| 1979   | Француска                   | 8. место              |
| 1981   | Бугарска                    | Није се квалификовала |
| 1983   | Источна Немачка             | 11. место             |
| 1985   | Холандија                   | Није се квалификовала |
| 1987   | Белгија                     | Није се квалификовала |
| 1989   | Шведска                     | Није се квалификовала |
| 1991   | Немачка                     | Није се квалификовала |
| 1993   | Финска                      | Није се квалификовала |
| 1995   | Грчка                       | Није се квалификовала |
| 1997   | Холандија                   | Није се квалификовала |
| 1999   | Аустрија                    | Није се квалификовала |
| 2001   | Чешка                       | 9. место              |
| 2003   | Немачка                     | Није се квалификовала |
| 2005   | Италија/ Србија и Црна Гора | Није се квалификовала |
| 2007   | Русија                      | Није се квалификовала |
| 2009   | Турска                      | Није се квалификовала |
| 2011   | Аустрија/ Чешка             | Није се квалификовала |
| 2013   | Данска/ Пољска              | Није се квалификовала |